# Trichiusa parviceps
Trichiusa parviceps är en skalbaggsart som beskrevs av Thomas Casey 1906. Trichiusa parviceps ingår i släktet Trichiusa och familjen kortvingar. Inga underarter finns listade i Catalogue of Life.